# 클라우디오 아바도
클라우디오 아바도(이탈리아어: Claudio Abbado, Cavaliere di Gran Croce OMRI, 1933년 6월 26일 ~ 2014년 1월 20일)는 이탈리아의 지휘자이다.

## 이력
밀라노의 유력한 음악가 가문에서 태어나 아버지 미켈란젤로 아바도가 교수로 있던 밀라노 음악원(Conservatorio Giuseppe Verdi)에서 피아노를 전공했으며, 이후 빈 국립음악예술대학교에서 한스 스바로프스키에게 지휘를 배웠다.
1958년에 데뷔해 쿠세비츠키 콩쿠르에서 우승하여 국내에서 기반을 세웠고, 1963년에 미트로풀로스 콩쿠르에서도 우승하며 관현악 및 오페라 지휘자로서 국제적으로 유명세를 얻게 되었다.
아바도는 밀라노의 라 스칼라 극장에서 첫 공연을 했으며, 1968년부터 1986년까지 음악 감독으로 재직하면서 전통적인 이탈리아 오페라는 물론 현대 오페라도 매년 공연하였고, 알반 베르크와 모데스트 무소륵스키 작품을 다루는 연주회 시리즈를 열기도 했다. 라 스칼라에서 재직할 당시에 아바도는 라 스칼라 필하모닉 오케스트라를 창단하기도 했다.
빈 필하모닉 오케스트라를 1965년 잘츠부르크 축제 때 처음 지휘한 아바도는 1986년부터 1991년까지 빈 국립 오페라단 음악 감독을 지내며 무소륵스키의 《보리스 고두노프》와 《호반시나》, 슈베르트의 《피에라브라스》, 로시니의 《랭스로의 여행》 등 공연했다.
1979년부터 1987년까지 앙드레 프레빈 뒤를 이어 런던 교향악단 수석 지휘자를 맡았으며, 1989년부터 2002년까지 헤르베르트 폰 카라얀 뒤를 이어 베를린 필하모닉 오케스트라 수석 지휘자를 지냈다. 그는 카라얀 때 권위주의를 해소하겠다는 생각으로 지휘자 이름 조차 부르지 못하고 '미스터 마에스트로'라 부르던 관행을 깨는 등 분위기 쇄신에 노력했으나 단원들과 마찰을 빚기도 했다.
2000년에 위암 진단을 받은 아바도는 소화기 일부를 제거하는 수술을 받았다. 회복 뒤 루체른 페스티벌 오케스트라에서 2003년에 공연을 하였고, 좋은 반응을 얻은 바 있다.

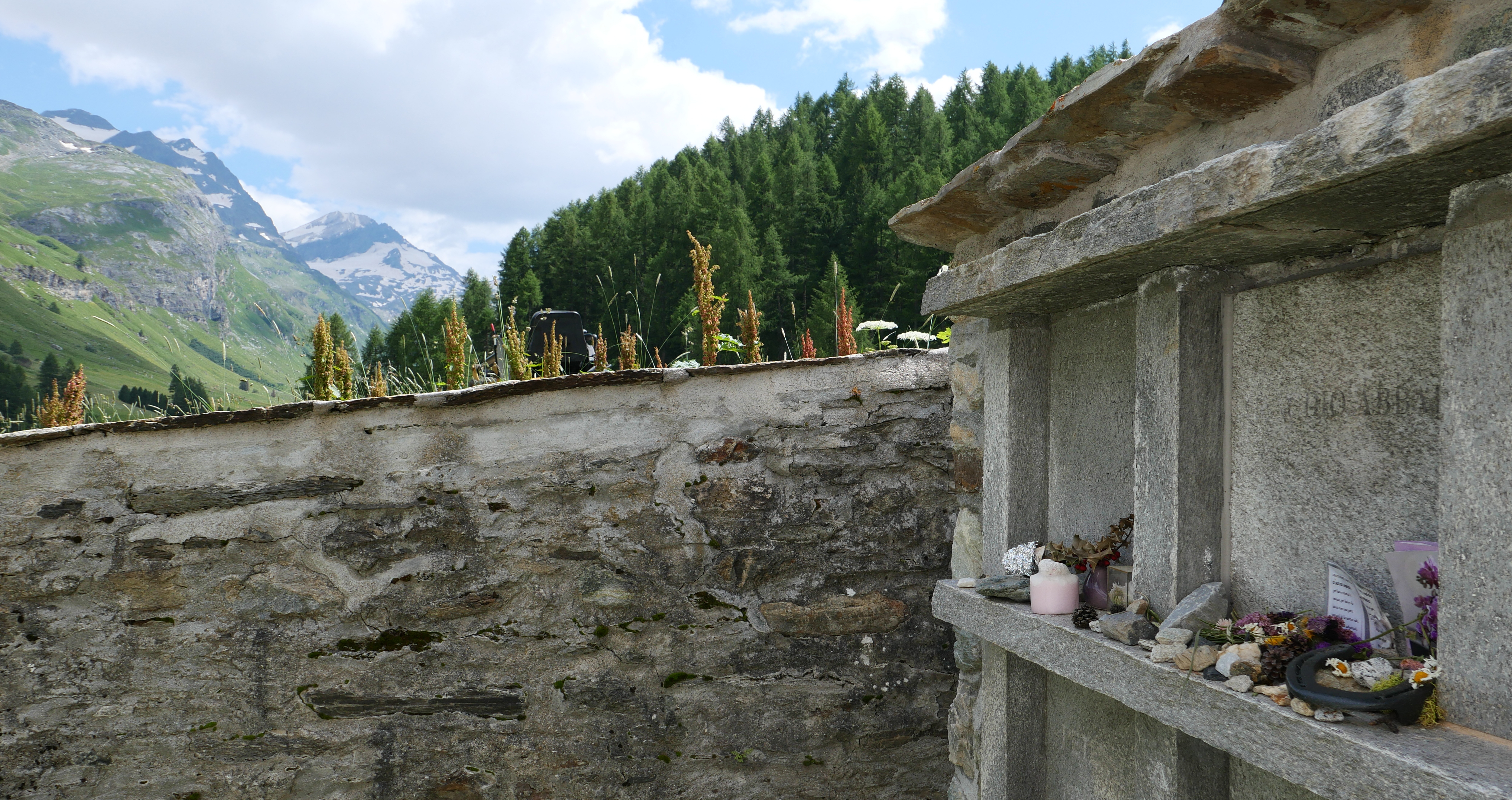
펙스 골짜기를 배경으로 한 아바도의 묘소.

2013년 이탈리아 종신 상원의원에 임명되었다.
아들 다니엘레 아바도는 오페라 감독으로 활동하고 있다.
2014년 1월 20일, 클라우디오 아바도클라우디오 아바도는 오랜 암 투병 끝에 볼로냐에서 80세의 나이로 사망했다. 유해는 화장되어 유골함이 펙스 골짜기에 있는 펙스크라스타 산악 교회 묘지에 안치되었다. 이 교회는 클라우디오 아바도가 별장을 갖고 있던 스위스 그라우뷘덴주 주의 마을인 실스 임 엥가딘/실에 있다.

## 평가
아바도는 고전파부터 낭만파, 현대음악 작곡가들까지 매우 다양한 작곡가들의 곡을 녹음하였고, 교향곡부터 협주곡 반주, 오페라까지 많은 장르의 음악을 공연했고, 녹음했다.
고전파에서는 두 차례 전집을 남긴 바 있는 베토벤의 교향곡이 유명하다. 80년대 빈 필과 첫 번째 전집을 완성하고, 베를린 필 시절 두 번째 전집을 완성했다. 특히 두 번째 전집은 시대악기 연주 운동(Historically informed performance)의 영향을 받은 조너선 델 마(Jonathan Del Mar)의 판본을 사용해서 높은 완성도를 보인다는 평가를 받는다.
낭만파 작품들 중에서는 말러의 교향곡 녹음들이 유명하다. 말러 녹음은 흔히 70~80년대에 빈 필, 시카고 교향악단과의 녹음들, 이후 베를린 필과의 녹음들, 베를린 필 상임지휘자 퇴임 이후에 남긴 루체른 페스티벌 오케스트라와의 영상물 등 세 군으로 나뉜다.
아바도의 쇤베르크나 슈톡하우젠, 루이지 노노 등 현대음악 작곡가들의 작품의 연주도 널리 알려져 있다.
유럽연합 청소년 관현악단(1978년)과 구스타프 말러 청소년 관현악단(1986년)의 창설자이기도 한 아바도는 젊은 음악가들과의 작업으로도 유명하다.

## 상훈

### 서훈
- 1984년 이탈리아 공화국 공로 훈장 1등급(Cavaliere di Gran Croce OMRI)
- 2002년 독일 대연방공로십자성장

### 수상
- 일본학사원상
- 말러 메달(Mahler Medal)
- 키테라 상(Khytera Prize)

### 명예박사학위
페라라 대학교, 케임브리지 대학교, 애버딘 대학교, 아바나 대학교 등